# Ranger (автомобиль)
Ranger — бренд General Motors, существовавший с 1968 по 1978 год.

## Южная Африка
Летом 1968 года в ЮАР была представлена единственная модель — Ranger A. До 1970 года эмблемой являлся спрингбок. Ranger A являлся преемником Vauxhall Victor 101 (FC).
В апреле 1970 года был представлен спортивный автомобиль Ranger A SS. Мощность 2,5-литрового двигателя была увеличена с 67 кВт (90 л. с.) до 81 кВт (108 л. с.) при 4400 об/мин благодаря карбюратору Weber с двумя дросселями. Также автомобиль имеет хромированный воздухоочиститель, виниловую крышу, двойные выхлопные патрубки и другие детали.
Прародителем Ranger A являлся Opel Rekord, а радиаторная решётка и фары были позаимствованы у Vauxhall Victor. Рулевое управление и подвеска также позаимствованы у Vauxhall Victor.
К 1973 году Ranger A был снят с производства.

### Модельный ряд
- 2,1 л (4-цилиндровый двигатель), 2/4-дверный седан
- 2,1 л (4-цилиндровый двигатель) 3/5-дверный универсал
- 2,1 л (4-цилиндровый двигатель) 2-дверное купе
- 2,5 л (4-цилиндровый двигатель), 4-дверный седан
- 2,5 л (4-цилиндровый двигатель) 5-дверный универсал
- 2,5 л (4-цилиндровый двигатель) 2-дверное купе
- 2,5 л (4-цилиндровый двигатель) 2-дверное купе SS (с апреля 1970 года)

## Европа

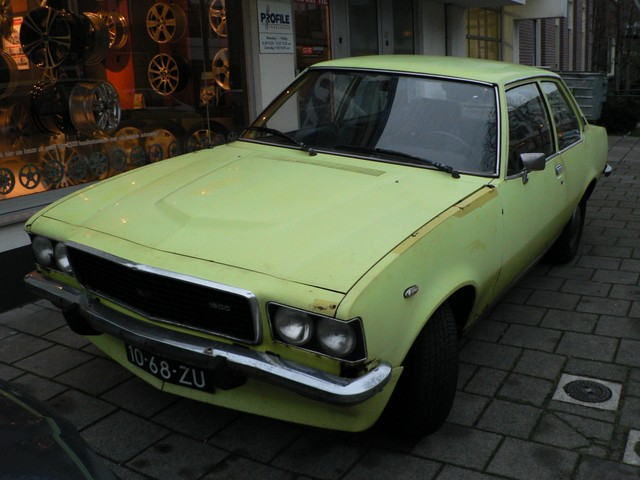
1972 Ranger 1900 (Нидерланды)

Существование бренда Ranger стало результатом того, что корпорация General Motors продолжила свою политику в США, где ряд брендов напрямую конкурировали друг с другом. General Motors Continental и GM Suisse до сих пор пытались конкурировать с Opel на своих соответствующих рынках, продавая автомобили Vauxhall, но дилеры жаловались, поскольку продукция Vauxhall становилась всё менее конкурентоспособной по сравнению с «собратьями» Opel. Чтобы расширить ассортимент и помочь своим дилерам на рынке, подразделение General Motors Suisse в феврале 1970 года представило Ranger на базе Rekord. В отличие от южноафриканского Ranger с двигателем Chevrolet, все бельгийские Ranger оснащались двигателями Opel.
Ranger A, как и его южноафриканский аналог, имел решётку радиатора в стиле Vauxhall. Модельный ряд, продаваемый дилерами наряду с автомобилями Vauxhall, был тщательно ограничен, чтобы не конкурировать напрямую с четырёхдверным Vauxhall Victor  и, следовательно, с Ranger A с меньшим двигателем, который обычно применялся только в двухдверном исполнении. В 1971 году на Женевском автосалоне General Motors Continental и General Motors Suisse представили новый Ranger B вместе с аналогом Opel Rekord D. Помимо некоторых незначительных отличий в отделке, включая сдвоенные фары и решетку радиатора с перекладиной, а также другие задние фонари и задний номерной знак, установленный выше, чем на Rekord. У Ranger B был «горбатый» капот, подобный тому, который был у Rekord D с дизельными двигателями. В начале 1974 года двигатель 2500 GTS был заменён двигателем 2800 GTS мощностью 103 кВт (140 л. с.), применявшимся только в купеобразных автомобилях.
Швейцарский завод получал большую часть своих запчастей из Германии, используя до 15 процентов местных материалов (шины, обивку, стекло и т. д.), чтобы сэкономить на импортных тарифах. Однако некоторые запчасти также были доставлены из Англии и Южной Африки. По мере увеличения заработной платы в Швейцарии завод с его небольшим количеством стал убыточным и был закрыт в середине 1975 года. Бельгийские Ranger продолжали выпускаться до 1978 года, когда появился новый Opel Rekord E.

### Бельгийский модельный ряд

#### Ranger A (1970—1972)
- 1,7 л (4-цилиндровый двигатель Opel 17S CIH), 2-дверный седан
- 1,9 Л (4-цилиндровый двигатель Opel 19S CIH), 2-дверный седан
- 1,9 Л (4-цилиндровый двигатель Opel 19S CIH), 2-дверное купе
- 2,5 л (6-цилиндровый двигатель Opel 25S CIH), 4-дверный седан
- 2,5 л (6-цилиндровый двигатель Opel 25S CIH) 2-дверное купе
- 2,5 л (6-цилиндровый двигатель Opel 25H CIH) 2-дверное купе (двойные карбюраторы)

#### Ranger B, также называемый Ranger II (1972—1978)
- 1,7 л (4-цилиндровый двигатель Opel 17N CIH), 2-дверный седан (1972—1976)
- 1,7 л (4-цилиндровый двигатель Opel 17S CIH, Super), 2-дверный седан (1972—1976)
- 1,7 л (4-цилиндровый двигатель Opel 17S CIH, Super) 2-дверное купе (1972—1976)
- 1,9 л (4-цилиндровый двигатель Opel 19N CIH), 2-дверный седан (1976—1978)
- 1,9 л (4-цилиндровый двигатель Opel 19N CIH) 2-дверное купе (1976—1978)
- 1,9 Л (4-цилиндровый двигатель Opel 19SH CIH, Super), 2-дверный седан (1972—1978)
- 1,9 л (4-цилиндровый двигатель Opel 19SH CIH, Super) 2-дверное купе (1972—1978)
- 2,5 л (6-цилиндровый двигатель Opel 25S CIH) 4-дверный седан (1972—1977)
- 2,5 л (6-цилиндровый двигатель Opel 25S CIH) 2-дверное купе (1972—1977)
- 2,5 л (6-цилиндровый двигатель Opel 25H CIH) 2-дверное купе (двойные карбюраторы)
- 2,8 л (6-цилиндровый двигатель Opel 28HL CIH) 2-дверное купе GTS (1974)

### Швейцарский модельный ряд

#### Ranger A (1970—1972)
- 1,9 л (4-цилиндровый двигатель Opel 19S CIH), 2-дверный седан
- 1,9 л (4-цилиндровый двигатель Opel 19S CIH), 2-дверное купе
- 2,5 л (6-цилиндровый двигатель Opel 25S CIH), 4-дверный седан
- 2,5 л (6-цилиндровый двигатель Opel 25S CIH) 2-дверное купе
- 2,5 л (6-цилиндровый двигатель Opel 25H CIH) 2-дверное купе (двойные карбюраторы)

#### Ranger B (1972—1975)
- 1,9 л (4-цилиндровый двигатель Opel 19S CIH), 2-дверный седан
- 1,9 л (4-цилиндровый двигатель Opel 19S CIH), 4-дверный седан
- 1,9 л (4-цилиндровый двигатель Opel 19S CIH), 2-дверное купе
- 2,5 л (6-цилиндровый двигатель Opel 25S CIH), 4-дверный седан
- 2,5 л (6-цилиндровый двигатель Opel 25H CIH) 2-дверное купе (двойные карбюраторы)
- 2,8 л (6-цилиндровый двигатель Opel 28H CIH) 2-дверное купе GTS (с двумя карбюраторами, 1974 года выпуска)